# Fluminense Football Club 2020-2021 (pallavolo femminile)
Questa voce raccoglie le informazioni riguardanti il Fluminense Football Club nella stagione 2020-2021.

## Stagione
Il Fluminense Football Club disputa la stagione 2020-21 senza alcun nome sponsorizzato, utilizzando quindi la denominazione ufficiale del club.
Partecipa per la quinta stagione consecutiva alla Superliga Série A, classificandosi al decimo posto e raggiungendo la salvezza.
In ambito locale si classifica al secondo posto nel Campionato Carioca.

## Organigramma societario
Area direttiva
- Presidente: Mário Bittencourt

Area tecnica
- Allenatore: Hylmer Dias (fino a febbraio[3]), Guilherme Schmitz (da febbraio[3])
- Secondo allenatore: Guilherme Schmitz

## Rosa
| N° | Nome                  | Ruolo | Data di nascita   | Nazionalità sportiva |
| -- | --------------------- | ----- | ----------------- | -------------------- |
| 1  | Rosely Nogueira       | P     | 6 marzo 2001      | Brasile              |
| 2  | Giovana Gasparini     | P     | 5 luglio 1994     | Brasile              |
| 4  | Marcella Amaral       | C     | 2 aprile 1996     | Brasile              |
| 5  | Stephany Morete       | S     | 30 agosto 2003    | Brasile              |
| 6  | Júlia Moura           | S     | 21 gennaio 1998   | Brasile              |
| 7  | Marianne Steinbrecher | S     | 23 agosto 1983    | Brasile              |
| 8  | Arianne Tolentino     | O     | 13 novembre 1989  | Brasile              |
| 9  | Mayara Barcelos       | S     | 26 aprile 2001    | Brasile              |
| 10 | Julieta Lazcano       | C     | 25 luglio 1989    | Argentina            |
| 11 | Andressa Krachefski   | L     | 1º giugno 1987    | Brasile              |
| 12 | Jéssica Lima          | C     | 21 aprile 2000    | Brasile              |
| 13 | Francynne Jacintho    | C     | 16 luglio 1992    | Brasile              |
| 14 | Dayse Figueiredo      | S     | 27 giugno 1984    | Brasile              |
| 15 | Natasha Farinea       | C     | 8 febbraio 1986   | Brasile              |
| 16 | Bruna Moraes          | O     | 13 settembre 1999 | Brasile              |
| 17 | Fernanda Tomé         | S     | 10 dicembre 1989  | Brasile              |
| 18 | Giovanna Fant         | S     | 13 gennaio 1999   | Brasile              |
| 19 | Júlia Parada          | P     | 10 febbraio 1998  | Brasile              |
| 20 | Letícia Moura         | L     | 8 maggio 2003     | Brasile              |

## Statistiche

### Statistiche di squadra
| Competizione      | Punti | In casa | In casa | In casa | In trasferta | In trasferta | In trasferta | Totale | Totale | Totale |
| Competizione      | Punti | G       | V       | P       | G            | V            | P            | G      | V      | P      |
| ----------------- | ----- | ------- | ------- | ------- | ------------ | ------------ | ------------ | ------ | ------ | ------ |
| Superliga Série A | 15    | 11      | 2       | 9       | 11           | 3            | 8            | 22     | 5      | 17     |
| Totale            | -     | 11      | 2       | 9       | 11           | 3            | 8            | 22     | 5      | 17     |

### Statistiche dei giocatori
| Giocatrice      | Superliga Série A | Superliga Série A | Superliga Série A | Superliga Série A | Superliga Série A | Totale | Totale | Totale | Totale | Totale |
| Giocatrice      | P                 | PT                | AV                | MV                | BV                | P      | PT     | AV     | MV     | BV     |
| --------------- | ----------------- | ----------------- | ----------------- | ----------------- | ----------------- | ------ | ------ | ------ | ------ | ------ |
| M. Amaral       | 10                | 14                | 11                | 3                 | 0                 | 10     | 14     | 11     | 3      | 0      |
| M. Barcelos     | 19                | 192               | 174               | 11                | 7                 | 19     | 192    | 174    | 11     | 7      |
| G. Fant         | -                 | -                 | -                 | -                 | -                 | -      | -      | -      | -      | -      |
| N. Farinea      | 22                | 139               | 95                | 32                | 12                | 22     | 139    | 95     | 32     | 12     |
| D. Figueiredo   | 14                | 114               | 98                | 10                | 6                 | 14     | 114    | 98     | 10     | 6      |
| G. Gasparini    | 17                | 23                | 6                 | 3                 | 14                | 17     | 23     | 6      | 3      | 14     |
| F. Jacintho     | 9                 | 64                | 46                | 16                | 2                 | 9      | 64     | 46     | 16     | 2      |
| A. Krachefski   | 17                | 0                 | 0                 | 0                 | 0                 | 17     | 0      | 0      | 0      | 0      |
| J. Lazcano      | 19                | 80                | 61                | 15                | 4                 | 19     | 80     | 61     | 15     | 4      |
| J. Lima         | -                 | -                 | -                 | -                 | -                 | -      | -      | -      | -      | -      |
| B. Moraes       | 7                 | 64                | 57                | 7                 | 0                 | 7      | 64     | 57     | 7      | 0      |
| S. Morete       | 3                 | 0                 | 0                 | 0                 | 0                 | 3      | 0      | 0      | 0      | 0      |
| J. Moura        | 13                | 28                | 26                | 2                 | 0                 | 13     | 28     | 26     | 2      | 0      |
| L. Moura        | 11                | 0                 | 0                 | 0                 | 0                 | 11     | 0      | 0      | 0      | 0      |
| R. Nogueira     | 22                | 7                 | 1                 | 3                 | 3                 | 22     | 7      | 1      | 3      | 3      |
| J. Parada       | 11                | 2                 | 0                 | 0                 | 2                 | 11     | 2      | 0      | 0      | 2      |
| M. Steinbrecher | 10                | 104               | 83                | 20                | 1                 | 10     | 104    | 83     | 20     | 1      |
| A. Tolentino    | 18                | 88                | 78                | 7                 | 3                 | 18     | 88     | 78     | 7      | 3      |
| F. Tomé         | 16                | 118               | 102               | 9                 | 7                 | 16     | 118    | 102    | 9      | 7      |

P = presenze; PT = punti totali; AV = attacchi vincenti; MV = muri vincenti; BV = battute vincenti